# Generator pare
Generator pare ili parni kotao je kotao koji služi za proizvodnju vodene pare određenog tlaka i temperature, koja služi kao radni fluid za pogon parnih turbina (za proizvodnju električne energije u termoelektranama, za pogon velikih brodova, za pogon parnih lokomotiva i drugo), te za prijenos toplinske energije za razne pomoćne uređaje (za grijanje na primjer). Današnjim konstrukcijama primjereniji je naziv generatori pare (posebno ako para ima veći tlak od 22 bara) umjesto parni kotlovi.

## Glavni dijelovi generatora pare
Glavni sastavni dijelovi generatora pare su ložište, ogrjevne površine, tlačni dijelovi, priključci za cijevi i ventili, sustav za kontrolu i automatsku regulaciju, nosiva čelična konstrukcija, ozid i toplinska izolacija te pomoćni uređaji.

### Ložište generatora pare
Ložište je prostor u kojemu se zbiva izgaranje (gorenje) ili pretvorba kemijske energije goriva u toplinsku energiju dimnih plinova. Veličina i oblik ložišta ovise o učinku (kapacitetu) generatora pare, vrsti goriva i o načinu izgaranja. Ložište je obloženo snopom isparivačkih cijevi na koje se prijelaz topline vrši uglavnom zračenjem.

### Ogrjevne površine generatora pare
Ogrjevne površine generatora pare su :
- Isparivač ili točnije rečeno snop isparivačkih cijevi su ogrjevne površine u kojima se vrši isparavanje vode. Prijelaz topline se vrši zračenjem i konvekcijom;
- Pregrijač pare i međupregrijač pare su površine u kojima se vrši pregrijavanje vodene pare na potrebnu radnu temperaturu i tlak. To su toplinski najopterećeniji dijelovi generatora pare. Prijelaz topline se vrši konvekcijom i zračenjem dimnih plinova.
- Podgrijač pare se ugrađuje samo u slučaju ako parna turbina ima visokotlačni i niskotlačni dio, te se vodena para nakon izlaza iz visokotlačnog dijela parne turbine vraća nazad u generator pare na podgrijavanje, pa se ponovno vraća u niskotlačni dio parne turbine sa svrhom da se poveća stupanj iskorištenja cjelokupnog sustava ;
- Zagrijač vode ili ekonomajzer je ogrjevna površina u kojem se vrši zagrijavanje napojne vode prije ulaza u parni bubanj (ili u vodeni bubanj kod dvodomnih vodocijevnih kotlova), odnosno u isparivački dio generatora pare. Izlazna temperatura napojne vode iz zagrijača napojne vode je najčešće 20 do 60 °C ispod temperature isparavanja. Prijelaz topline je uglavnom konvekcijom, a malim dijelom zračenjem dimnih plinova.
- Predgrijač zraka ili zagrijač zraka je ogrjevna površina u kojem se vrši zagrijavanje okolnog zraka, putem dimnih plinova, prije ulaska u ložište. Najčešće su to zadnje ogrjevne površine, odnosno na izlaznom dijelu dimnih plinova iz generatora pare. Zagrijač zraka mogu biti rekuperativni (pločasti, glatkocijevni, rebrasti) ili regenerativni (rotacijski).

### Tlačni dijelovi generatora pare
Tlačni dijelovi generatora pare su dijelovi u kojima se nalazi radni fluid (napojna voda ili vodena para) pod tlakom koji je veći od atmosferskog tlaka (prema ASME standardu tlakom većim od 3,5 bara), a to su parni bubanj, vodni bubanj, komore, dijelovi isparivačkih cijevi, pregrijač pare, međupregrijač pare, podgrijač pare, zagrijač vode, sabirnici vode ili pare.

### Priključci za cijevi i ventili generatora pare
Priključci za cijevi i ventili (armatura) su zaporni ventili i priključci, sigurnosni ventili i priključci, mjerni priključci, regulacijski ventili i priključci.

### Sustav za kontrolu i automatsku regulaciju generatora pare
Namjena postrojenja za proizvodnju pare je da u skladu s trenutnim potrebama potrošača proizvodi vodenu paru određenog tlaka i temperature. Kod današnjih postrojenja velikog učinka, s naglim promjenama pogonskih uvjeta, takvim se zahtjevima ne može udovoljiti ručnim podešavanjem, već samo automatizacijom pogona generatora pare. Zato je automatska regulacija bitan čimbenik u radu generatora pare. Automatika parnih energetskih postrojenja vrlo je složeno područje, ali se u osnovi sastoji od 3 glavna i međusobno povezana sustava: regulacija opterećenja, regulacija napajanja i regulacija temperature pregrijanja.

### Nosiva čelična konstrukcija generatora pare
Nosiva čelična konstrukcija generatora pare se uglavnom izrađuje od konstrukcijskog čelika. Konstrukcijski čelik je ugljični čelik (obični ili plemeniti) s udjelom ugljika manjim od 0,6% (maseni udio) ili legirani čelik (uglavnom s manganom, silicijem, kromom, niklom, volframom). Razlikuju se obični (ugljični ili niskolegirani) čelici za opću masovnu upotrebu i plemeniti (rafinirani) ugljični ili legirani čelici za dijelove s većim zahtjevima (dijelovi strojeva itd.). S obzirom na mehanička svojstva, konstrukcijski čelici moraju imati visoku granicu razvlačenja, dovoljnu plastičnu deformabilnost (radi izbjegavanja pojave krhkog loma), visoku granicu puzanja i čvrstoću pri povišenim temperaturama, te zadovoljavajuću žilavost i dinamičku izdržljivost. Pored toga, konstrukcijski čelici moraju biti otporni na trošenje i koroziju, te obradivi odvajanjem čestica (rezanje), zavarljivi, skloni hladnom oblikovanju (savijanje, štancanje, duboko vučenje) itd.

### Vatrostalni ozid i toplinska izolacija
Vatrostalni ozid i toplinska izolacija generatora pare sprječavaju prodor vanjskog zraka u ložište i snop isparivačkih cijevi, te dopuštaju minimalne toplinske gubitke. Vatrostalni i izolacijski materijal odabire se na osnovi toplinskih i mehaničkih naprezanja koja se javljaju zbog temperaturnih stanja u pojedinim područjima generatora pare. Postoje dvije izvedbe generatora pare (kad je u pitanju toplinska izolacija ili ozid): normalna i laka izvedba. Normalna izvedba je ozid koji se sastoji od vatrostalnih (šamotnih) opeka normalnih i posebnih oblika i vatrostalnih (šamotnih) svodova. Između sloja vatrostalne opeke i vanjskog ozida (strojna građevinska opeka) često se nalazi toplinski izolacijski međusloj.
Izvedba toplinske izolacije primjenjuje se u suvremenim kotlovima većeg učina gdje su stijene ložišta potpuno pokrivene ogrjevnim površinama izvedenih od cijevi zavarenih u jednom bloku. Iza takvih cijevnih stijena u bloku (snop isparivačkih cijevi) smješten je sloj izolacijskog materijala (staklena ili mineralna vuna), dok je s vanjske strane generator pare kao cjelina pokriven limenom oplatom.

### Pomoćni uređaji generator pare
Pomoćni uređaji mogu biti sustav za dovod i pripremu napojne vode, sustav za dovod i pripremu goriva, sustav za dovod zraka i odvod dimnih plinova, te drugi.

## Podjela generatora pare
Prema radnom fluidu koji prolazi kroz cijevi generatori pare mogu biti:
- vodocijevni generatori pare i
- vatrocijevni ili dimnocijevni generatori pare.

Prema načinu dovođenja toplinske energije generatori pare mogu biti:
- generatori pare s ložištem,
- generatori pare na ispušne dimne plinove iz motora ili utilizatori,
- nuklearni generatori pare.

Prema konstrukcijskom obliku tlačnih dijelova generatori pare mogu biti:
- cilindrični generatori pare,
- sekcijski generatori pare,
- kosocijevni generatori pare,
- strmocijevni generatori pare,
- kutnocijevni generatori pare,
- generatori pare s jednim parnim bubnjem (jednodomni generatori pare)
- generatori pare s više parnih bubnjeva (višedomni generatori pare) i drugi.

Prema vrsti provjetravanja (ventilacija) generatori pare mogu biti:
- generatori pare s prirodnim provjetravanjem,
- generatori pare s prisilnim (tlačnim ili isisnim) provjetravanjem,
- generatori pare s kombiniranim provjetravanjem.

Prema vrsti kruženja (cirkulacije) napojne vode generatori pare mogu biti:
- generatori pare s prirodnim kruženjem napojne vode,
- generatori pare s prisilnim kruženjem napojne vode (optočno ili protočno kruženjem).

### Vatrocijevni kotlovi
Vatrocijevni ili dimnocijevni kotlovi su kotlovi u kojima u cijevi ili cijevima struje vrući plinovi izgaranja. Vatrocijevni kotao je prvi proizveden, te je imao vrlo široku primjenu tijekom industrijske revolucije. Ovaj tip kotla ugrađivao se na sve parne lokomotive, a vrlo široku primjenu je imao i na brodovima. Danas, oni imaju primjenu uglavnom kao niskotlačni kotlovi, u sustavima grijanja ili kao pomoćni kotlovi u većim postrojenjima. 
U upotrebi kod nas se uvriježio naziv Škotski kotao za sve tipove vatrocijevnih kotlova, iako je Škotski kotao samo jedna od izvedbi vatrocijevnog kotla.

### Vodocijevni kotlovi
Vodocijevni kotao je vrsta kotla kod kojeg voda kruži unutar cijevi, a oko cijevi struje dimni plinovi ili su pak cijevi izložene vatri. Vodocijevni kotao je kotao koji se danas upotrebljava kod većine zahtijevnijih parnih postrojenja, s većim tlakovima i sustavom pregrijane pare. Konstrukcija ovog tipa kotla je složenija od vatrocjevne, te se uglavnom ne upotrebljava za male veličine kotlova.

### Cilindrični generatori pare
Cilindrični generatori pare najstarije su konstrukcije parnih kotlova, a uglavnom su se koristili za brodske uvjete rada. Izvedbe su im bile uglavnom vatrocijevne ili kombinirane (vatrocijevne / vodocijevne). Osnovni im je nedostatak velik sadržaj vode, zbog čega su predstavljali znatnu opasnost od eksplozije, jer se naglo mogla osloboditi velika količina akumulirane topline. Osim toga, sporo su se dovodili pod radni tlak koji zbog konstrukcije nije mogao biti visok, obično je bio manji od 15 bara, a imali su i prilično loše kruženje vode. Konstrukcija im je masivna, kruta i glomazna. Ali prednost je bila da su manje bili osjetljivi na kakvoću vode, bili su jednostavni i elastični kod naglih promjena opterećenja. U početku su bili loženi kvalitetnim vrstama ugljena, a kasnije su izvedbe prilagođene korištenju tekućeg goriva. Temperature pregrijanja bile su u granicama od 250 do 300 °C (najviše 350 °C).

### Sekcijski generatori pare
Prvi i glavni proizvođač ovakvih konstrukcija bila je tvrtka “Babcock & Wilcox”, a najveći broj ih je izgrađen između Prvog i Drugog svjetskog rata. Danas se još primjenjuju, ali se takvi, kao nove jedinice, više ne izrađuju. Učinak im je bio od 3 do 10 kg/s pregrijane pare, radni tlakovi od 10 do 50 bara i temperature pregrijanja od 300 do 475 °C. Najčešće su se dvije ili četiri takve zrcalno simetrične jedinice ugrađivale na trgovačkim i putničkim brodovima, dok su se za ratne brodove rjeđe upotrebljavali. Prednost im je jednostavnost konstrukcije, pouzdanost u pogonu, te pristupačnost za pregled i održavanje. Nedostatak im je prilično velika masa ugrađenog materijala, osjetljivost na poremećaje u protoku vode prilikom promjena opterećenja i osjetljivost kod kretanja u pogon zbog neravnomjernih toplinskih istezanja (dilatacija) različitih materijala, zbog čega je potrebno postupno i duže zagrijavanje.

### Trodomni generatori pare
Trodomne generatore pare ili generatore pare s 3 ili 4 parna i vodna bubnja uglavnom je proizvodila engleska tvrtka “Yarrow” i počeli su se upotrebljavati nakon Prvog svjetskog rata, posebno na brodovima ratne mornarice. To su vodocijevni generatori pare uglavno s jednim parnim bubnjem gore, te s dva vodna bubnja dolje, povezana s ravnim cijevima. Zbog toga im je osnovni nedostatak bila poteškoće s toplinskim istezanjem samih cijevi. Zbog toga novije konstrukcije imaju zakrivljeni snop isparivačkih cijevi radijalno spojene na bubnjevima. Izvodili su se najčešće s dvoprolaznim dimnim kanalima, a u jednom je smješten pregrijač pare. Imali su učinak od 3 do 14 kg/s pregrijane pare, radne tlakove do 40 bara i temperaturu pregrijanja do 450 °C.

### Vodocijevni generatori pare tipa Integral
Vodocijevni generatori pare tipa Integral je možda najčešće korištena vrsta generatora pare, posebno za brodski pogon. To su vodocijevni generatori pare s dva parna bubnja i strmo (ili koso) položenim isparivačkim cijevima. Imaju ložište u obliku zaslona, a kao naknadne ogrjevne površine ugrađuju se predgrijač zraka i zagrijač vode. Pregrijač pare smješten je između prvog i drugog snopa konvektivnog isparivača. Generator pare ima dvostruku oplatu, između koje prolazi zrak prije ulaska u ložište. Na taj način se smanjuju debljina i gubici zračenja topline u okolinu. Parni bubanj opremljen je unutarnjom opremom za djelotvorno odvajanje kapljica vode od izlazne pare, koja se sastoji od ciklonskog odvajača i perforirane parne oduzimne cijevi. Učinkovito kruženje vode omogućeno je silaznim cijevima koje povezuju vodni prostor parnog bubnja, te vodni bubanj i donje sabirnice vode. Uzlazne cijevi do parnog bubnja su snop isparivačkih cijevi. Imaju učinak od 5,5 do 22,5 kg/s pregrijane pare, radne tlakove do 40 do 80 bara i temperaturu pregrijanja do 450 °C do 510 °C. Temperatura napojne vode najčešće je od 150 do 200 °C, a temperatura izlaznih dimnih plinova u granicama od 170 do 190 °C.

### Generatori pare bez konvektivnog isparivačkog snopa cijevi
Zahtjevi za što većim učinkom, te višim tlakovima i temperaturama pregrijane pare doveli su do novih konstrukcijama generatora pare, posebno generatora pare bez konvektivnog isparivačkog snopa cijevi, koji imaju krovno smještene gorionike i isparivače bez klasičnog konvektivnog snopa cijevi. Ova vrsta generator pare se dosta ugrađuje na velikim tankerima uz kombinaciju s jednim manjim pomoćnim generatorom pare. Ložište je u obliku zaslona (ekransko) i najčešće membransko. U obliku zaslona je i drugi dimni prolaz u kojem su naknadne ogrjevne površine (pregrijač pare, međupregrijač i cijevni zagrijač vode). Na izlazu dimnih plinova ugrađuje se predgrijač zraka, najčešće regenerativnog tipa (tip Ljungström).
Isparivač čine zaslonske cijevi ložišta i cijevi drugog dimnog prolaza. Dakle, nema klasičnog konvektivnog snopa isparivačkih cijevi, pa se toplina isparivaču uglavnom predaje zračenjem. Konstrukcija cijevi u obliku zaslona ima znatnu prednost zbog relativno niske temperature vanjske stijene koju treba toplinski izolirati, što omogućuje jednostavnu toplinsku izolaciju (mineralna vuna), elastičnost u pogonu i brz dovod u radne uvjete pri kretanju iz hladnog stanja. Imaju učinak do 35 kg/s pregrijane pare, radne tlakove do 80 bara i temperaturu pregrijanja do 515 °C. Temperatura izlaznih dimnih plinova je do 115 °C, čime se postiže vrlo visok stupanj iskorištenja (do 94%).

### Generatori pare tipa D
Tvrta "Foster-Wheelers" razvila je moderne konstrukcije generatora pare na osnovu tipa D, pa postoje tipovi ESD I, ESD II, ESD III, ESD IV i ESRD. Sastoje se od parnog i vodnog bubnja, koji su povezani snopovima konvektivnih isparivačkih cijevi. Ložište je zaslonsko (ekranizirano), osim sa strane gorionika gdje je obloženo vatrostalnom izolacijom. Pregrijač pare smješten je između prvog i drugog snopa isparivača, a izveden je kao snop cijevi u obliku slova “U”. Prvi konvektivni snop cijevi sastoji se od triju redova okomito smještenih cijevi većeg promjera, koje, između ostalog, imaju ulogu da štite cijevi pregrijača od izravnog zračenja plamena iz ložišta. Uobičajena svojstva generator pare tipa D su učinak od 10 do 15 kg/s pregrijane pare, radni tlakovi od 40 do 70 bara i temperatura pregrijane pare od 450 do 500 °C.

### Generatori pare s međupregrijačem
Generatori pare s velikim učinkom, te visokom temperaturom i tlakom, izgrađuju se s međupregrijačem, čime se postiže bolji toplinski stupanj iskoristivosti cijelog parnog sustava, a ujedno se smanjuje vlažnost pare u posljednjim stupnjevima parne turbine.

### Generatori pare na ispušne dimne plinove ili utilizatori
Na brodovima s motornim pogonom potreba za toplinskom energijom (vrela voda, niskotlačna para) danas se najčešće zadovolja iskorištavanjem osjetne topline ispušnih dimnih plinova iz glavnih motora, čime se ujedno poboljšava ukupni toplinski stupanj iskoristljivosti cjelokupnog pogona. Temperatura ispušnih dimnih plinova iz motora je od 280 °C do 340 °C kod dvotaktnih diesel motora, odnosno 370 °C do 420 °C kod srednjehodnih četverotaktnih diesel motora (s napomenom da je količina dimnih plinova četverotaktnih motora iste snage približno dvostruko manja nego kod dvotaktnih motora). Iz toga je vidljiva prikladnost i opravdanost rekuperacije osjetne topline ispušnih dimnih plinova iz motora s pomoću utilizatora koji se, ovisno o učinku, načinu ugrađivanja, načinu povezivanja i namjeni, izvode različito.

## Materijali za gradnju generatora pare
Materijali od kojih su izrađeni konstruktivni dijelovi generatora pare izloženi su, prije svega, djelovanju povišenih temperatura, radnog tlaka, a često i raznim korozivnim utjecajima vode, pare i ostalog. Na isparivački dio generatora pare (cijevi, bubnjevi, sabirnice) djeluje unutarnji tlak o kojemu ovisi i radna temperatura. Tlak je približno isti u svim dijelovima isparivača, dok je temperatura stijenki materijala ovisna o temperaturi dimnih plinova u čijem se području nalaze, te o zaprljanosti površina (naslage s unutarnje i vanjske strane). Normalno je temperatura stijenki dijelova isparivača od 20 do 50 °C viša od temperature isparavanja. Viša temperatura stijenki je kod ozračenih dijelova isparivača (zaslon), dok je niža kod onih gdje toplina većim dijelom prelazi konvekcijom.
Pregrijači pare izloženi su najtežim uvjetima rada zbog djelovanja visokog tlaka, temperature, a često i visokotemperaturne korozije. Temperatura stijenki ovdje je najviše ovisna o temperaturi radnog fluida, koja je, ovisno o temperaturi pregrijanja, veća nego kod isparivača. Normalno je temperatura stijenki pregrijača od 30 do 50 °C veća od temperature pregrijane pare u njemu. Zagrijači vode nisu izloženi težim temperaturnim uvjetima, već uglavnom djelovanju unutarnjeg tlaka. Međutim, jer se nalaze u području nižih temperatura dimnih plinova, mogu biti izloženi djelovanju niskotemperaturne korozije. Zagrijači zraka nisu pod tlakom radnog medija i nalaze se u području najnižih temperatura dimnih plinova. Glavni štetni utjecaj na materijal koji ovdje može nastati je djelovanje niskotemperaturne korozije.
Osim ta tri glavna čimbenika, na konstruktivni materijal generatora pare mogu djelovati naprezanja zbog toplinskog istezanja (pri kretanju i zaustavljanju pogona ili pri promjeni opterećenja), a katkad i erozija izazvana čvrstim česticama u dimnim plinovima, što je više izraženo pri izgaranju čvrstog goriva (npr. ugljen).

## Obrada napojne vode za generatore pare
Prirodna voda sadrži razne tvari koje treba ukloniti prije korištenja za napajanje u termoenergetskim postrojenjima. Vrsta i sadržaj tih tvari (nečistoća) zavisi prvenstveno o porijeklu vode: riječna, jezerska, izvorska. U vodi mogu biti sadržane tvari u obliku: suspendiranih tvari (neotopljenih), otopljenih tvari ili otopljenih plinova. Glavni postupci obrade (pripreme) napojne vode su filtriranje, ionska izmjena (demineralizacija) i otplinjavanje (deaeracija). Napojna voda je obrađena voda koja se koristi u kotlovima (generator pare) za proizvodnju pare (za pogon parne turbine) ili tople vode u termoelektranama i ostalim termoenergetskim postrojenjima (nuklearne elektrane, bioelektrane, toplane - elektrane). U termoelektranama napojna voda se obično nalazi u posebnom spremniku, nakon pročišćavanja vode i predgrijavanja, a dovodi se u kotao korištenjem napojne pumpe generatora pare.

### Kruženje vode u generatorima pare
Kruženje vode (cirkulacija) u generatorima pare može biti prirodno ili umjetno (optočno ili protočno). Prirodno kruženje vode nastaje kao posljedica razlike između gustoće vrele vode i pare, dok se kod umjetnog kruženja vode koristi protočna ili napojna crpka. Osnovni zadaci pravilnog kruženja vode u generatoru pare su hlađenje materijala ogrjevnih površina, prenošenje topline sa stijenke na radni fluid i usmjeravanje strujanja nastalih mjehurića vodene pare. Kruženjem vode istodobno se osigurava odvođenje topline i hlađenje materijala cijevi i tako sprječava smanjenje čvrstoće materijala, što bi nastalo zbog pregrijavanja iznad dopuštenih radnih temperatura. Strujanje vode uvjetuje prijelaz topline konvekcijom, koji je znatno veći nego provođenje koje bi nastalo kada ne bi bilo kruženja vode. Osim toga, usmjeravanje strujanja mjehurića pare onemogućuje nagomilavanje u obliku tzv. parnih jastuka na stijenkama, koji bi zbog lošijeg prijelaza topline na paru uzrokovali lokalno pregrijavanje, a u krajnjem slučaju i pregaranje materijala, te propuštanje cijevi zbog gubitka mehaničke kakvoće materijala.
Radni tlak u generatoru pare je prvi čimbenik koji ograničuje primjenu prirodnog kruženja vode zbog njegovog utjecaja na razliku između gustoće vrele vode bez parnih mjehurića (u silaznim cijevima) te mješavine vrele vode i mjehurića pare (u uzlaznim isparivačkim cijevima). Budući da se usporedo s porastom tlaka smanjuje razlika između gustoće vrele vode i suhozasićene pare, sve dok se kod kritičnog tlaka potpuno ne izjednače, istovremeno se, razmjerno smanjenju razlike tih gustoća, smanjuje i sila uzgona koja odrzava kruženje vode. Stoga se prirodno kruženje vode može primjenjivati samo kod generatora pare nižih i srednjih radnih tlakova. Uzevši u obzir i drugi utjecajni čimbenik, odnosno hidrostatsku visinu kružnog toka vode, može se postaviti gruba granica tlaka primjene prirodnog kruženja vode do približno 160 bara, što je moguće uz izvedbe s vrlo visokim ložištima.

## Oprema generatora pare
Da bi se osigurali uvjeti za siguran i neprestan rad, generator pare mora biti opremljen pomoćnim uređajima, koji se zajedničkim imenom nazivaju oprema generatora pare ili armatura. Prema mjestu ugradnje, oprema generatora pare može biti:
- oprema na toku goriva,
- oprema na toku napojne vode (napojni ventil ili napojna glava, ventil za drenažu, ventil za ozračivanje, napojna crpka, ventil za ispiranje),
- oprema na toku pare (parni ventil, ventil za otpjenjivanje i istiskivanje),
- oprema na toku zraka i dimnih plinova (propuhivač čađe).

Prema namjeni oprema generatora pare može biti:
- zaporna oprema (ventili, zasuni, slavine),
- regulacijska oprema,
- zaštitna oprema (nepovratni ventil, sigurnosni ventil),
- kontrolna oprema (pokazivač razine, manometar, termometar).[3]